# I'll Be Lovin' U Long Time
Singles de Mariah Carey
Bye Bye
(2008) I Stay In Love
(2008)
I'll Be Lovin' U Long Time est le troisième single de Mariah Carey issu de l'album E=mc2.
Il est également la bande originale du film Rien que pour vos cheveux
.

## Charts mondiaux
| Chart (2008)                       | Meilleure Position |
| ---------------------------------- | ------------------ |
| Canada - Billboard Hot 100         | 69                 |
| Japon - Hot 100                    | 27                 |
| Royaume-Uni - Top 100 Sinles Chart | 84                 |
| USA - Billboard Hot 100            | 58                 |